# Sauveterre-de-Rouergue
Sauveterre-de-Rouergue – miejscowość i gmina we Francji, w regionie Oksytania, w departamencie Aveyron. W 2013 roku jej populacja wynosiła 808 mieszkańców. 